# اویاستار (اندونزی)
اویاستار (اندونزی) (به انگلیسی: Aviastar (Indonesia)) یک شرکت هواپیمایی با کد یاتا MV است که در تاریخ ۲۰۰۳ میلادی تأسیس شده است.
دفتر مرکزی اویاستار (اندونزی) در جاکارتا، اندونزی واقع شده‌است و به ۳۰ مقصد، پرواز مستقیم انجام می‌دهد.